# 貝內特-萊蒙斯鎮區 (阿肯色州克萊縣)
貝內特-萊蒙斯鎮區（英語：Bennett-Lemmons Township）是位於美國阿肯色州克萊縣的一個行政鎮區。

## 地方資料
貝內特-萊蒙斯鎮區的面積為205.47平方千米，當中陸地面積為205.14平方千米，而水域面積為0.33平方千米。根據2010年美國人口普查的數據，當地共有人口643人，而人口密度為每平方千米3.13人。